# Melro-das-rochas

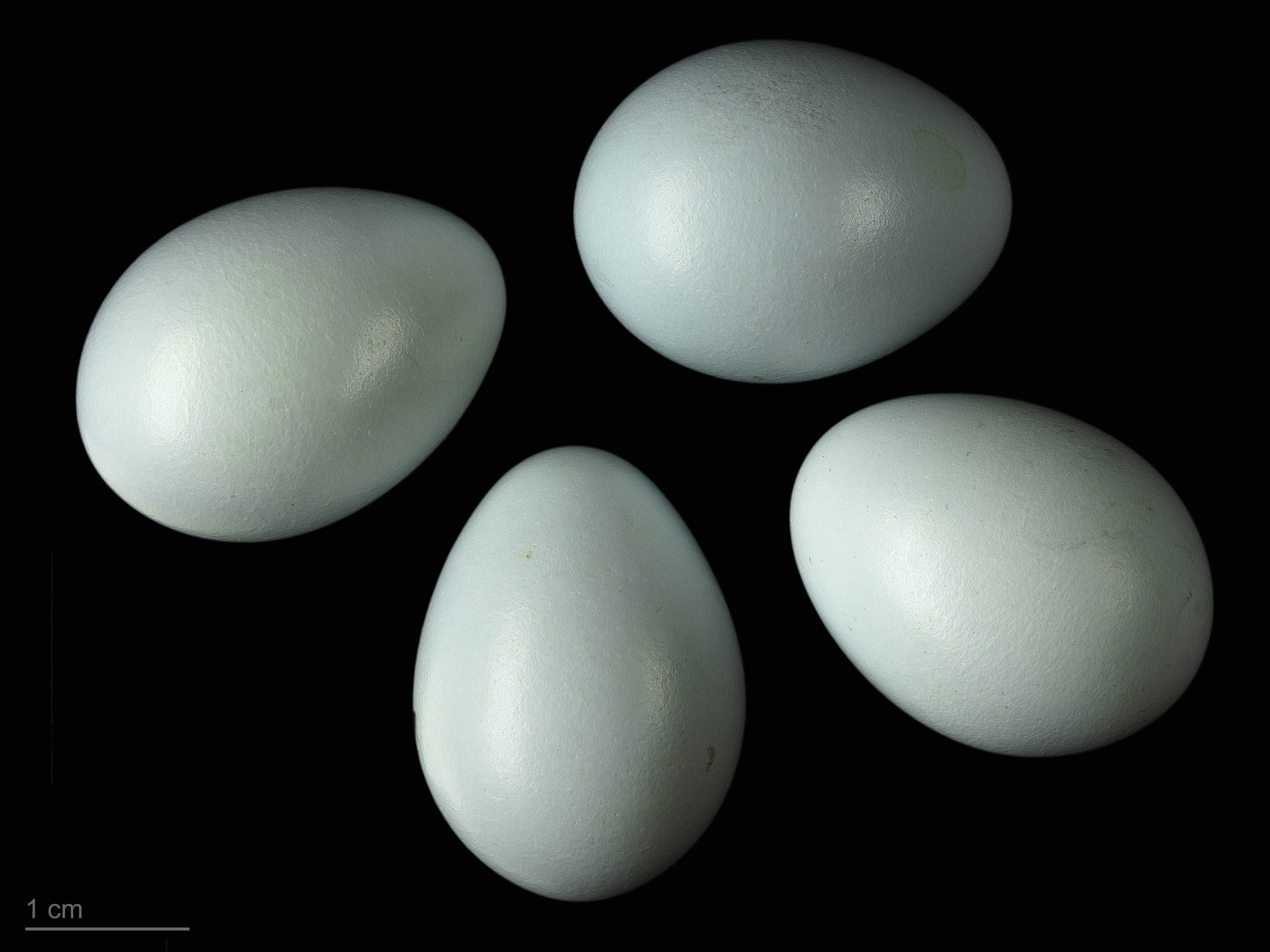
Monticola saxatilis - MHNT

Melro-das-rochas ou melro-das-rochas-eurasiático (Monticola saxatilis) é uma ave da família Turdidae. O macho é característico, apresentando a plumagem azul e cor-de-laranja, a fêmea é mais acastanhada.
É uma espécie característica de zonas montanhosas que se distribui de forma fragmentada pelo centro e pelo sul da Europa e na Ásia Menor. Em Portugal o melro-das-rochas ocorre apenas nas terras altas do norte e do centro do país. É um migrador de longa distância cuja população inverna na África tropical.

## Subespécies
A espécie é monotípica (não são reconhecidas subespécies).